# Atafu (dorp)
Atafu, ook Atafu Village, is het enige dorp van het gelijknamige atol in Tokelau en telt 482 inwoners (2011), een daling ten opzichte van 2006 (524 inwoners). De nederzetting is gelegen in het zuiden van het V-vormige eiland Atafu, in het uiterste noordwesten van het atol. De bewoning situeert zich voornamelijk aan de lagunekust, waardoor de eilanders van de frisse passaatwinden kunnen genieten.
Aangezien Atafu het enige dorp van het atol is bevinden zich hier alle noemenswaardige voorzieningen van het eiland, dat wil zeggen de aanlegplaats voor sloepen die passagiers en vracht uit de MV Tokelau overbrengen, de Matauala School en het pension Feliti Lopa, de enige commerciële logiesmogelijkheid van het atol.

## Vervoer
Aangezien er in het atol Nukunonu geen luchthaven is (dat geldt overigens voor Tokelau in het geheel), is het dorp enkel per boot te bereiken.

## Geboren in Atafu
- Patuki Isaako, premier (2004-2005)
- Kuresa Nasau, premier (1992-1993, 1995-1996, 1998-1999, 2001-2002, 2007-2008 en 2010-2011)